# Т4 (Стамбульський трамвай)
Т4 (тур. T4 Topkapı - Mescid-i Selam tramvay hattı) — лінія штадтбану Стамбул, Туреччина. Є під орудою Istanbul Ulaşım AŞ.
Перша черга лінії T4 відкрита між Едірнакапи та Месджид-і Селам 12 вересня 2007 року. Друга черга — розширення на південний захід від Едірнакапи до Топкапи було відкрито 18 березня 2009 року.

## Штадтбан або легке метро
7 з 22 станцій Т4 — тунельні станції (побудовані за стандартами метро). Це Едірнакапи, Топчулар, Рамі, Улюйол-Береч, Алі-Фуат-Башгіл, Ташкьопрю та Караденіз. Всі інші станції також відповідають стандартам легкорейкового транспорту, розташовані на виокремленій лінії, на станції пасажири мають доступ через пішохідні мости, підземні переходи або естакади. Але як і штадтбан має на одному рівні перетин з іншою транспортною міською інфраструктурою.
Лінія М1 використовує той самий рухомий склад, що й Т4, але М1 повністю виокремлено від решти муніципальної транспортної інфраструктури, тому лінію М1 вважають метрополітеном, а Т4 — штадтбаном.

## Станції
| Станція          | Відкриття | Пересадка   | Район         |
| ---------------- | --------- | ----------- | ------------- |
| Топкапи          | 2009      | T1 Метробус | Зейтінбурну   |
| Фетіхкапи        | 2009      |             | Зейтінбурну   |
| Ватан            | 2009      | M1A M1B     | Еюп           |
| Едірнекапи       | 2007      |             | Еюп           |
| Шехітлік         | 2007      | Метробус    | Еюп           |
| Деміркапи        | 2007      |             | Еюп           |
| Топчулар         | 2007      |             | Еюп           |
| Рамі             | 2007      |             | Еюп           |
| Улуйол-Береч     | 2007      |             | Газіосманпаша |
| Сагмалджилар     | 2007      |             | Газіосманпаша |
| Босна-Чукурчешме | 2007      |             | Газіосманпаша |
| Алі Фуат Башгіл  | 2007      |             | Газіосманпаша |
| Ташкепрю         | 2007      |             | Газіосманпаша |
| Караденіз        | 2007      |             | Газіосманпаша |
| Метріс           | 2007      | M7          | Газіосманпаша |
| Джумхурієт       | 2007      |             | Султангазі    |
| 50. Їл-Баштабїя  | 2007      |             | Султангазі    |
| Хаджи-Шюкрю      | 2007      |             | Султангазі    |
| Єні-Махалле      | 2007      |             | Султангазі    |
| Султанчифтлії    | 2007      |             | Султангазі    |
| Джебеджі         | 2007      |             | Султангазі    |
| Месджид-ї Селам  | 2007      |             | Султангазі    |

## Опис
- Оператор: Metro Istanbul
- 1-й етап (Шехітлік - Месджид-ї Селам) введено в експлуатацію: 17 жовтня 2007 р.
- Дата відкриття 2-го етапу (Шехітлік - Топкапи): 18 березня 2009 р.
- Довжина лінії: 15,3 км
- Кількість станцій: 22
- Ширина колії: Стандартна (1435 мм)
- Кількість вагонів: 82
- Кількість вагонів у потязі: 3 шт
- Марка/модель/кількість: Düwag B100 (30 одиниць), Hyundai Rotem LRV34 (32 одиниці), внутрішній трамвай «Стамбул» (18 одиниць)
- Час у дорозі: 42 хвилини
- Години роботи: 06:00/00:00
- Пасажирообіг/добу: 95 000 пасажирів/день
- Кількість щоденних поїздок: 165 поїздок / в одну сторону
- Інтервал: що 5 хвилин у годину пік